# Приз Известий 1973
Приз Известий 1973 — міжнародний хокейний турнір у СРСР, проходив 16—21 грудня 1973 року в Москві. У турнірі брали участь національні збірні: СРСР, Чехословаччини, Польщі, Фінляндії та Швеції.

## Результати та таблиця
| 1 | СРСР           | ~    | 7:1 | 7:0 | 10:1 | 8:3 | 4 | 4 | 0 | 0 | 32—5  | 8 |
| 2 | Чехословаччина | 1:7  | ~   | 7:1 | 9:1  | 2:4 | 4 | 2 | 0 | 2 | 19—13 | 4 |
| 3 | Фінляндія      | 0:7  | 1:7 | ~   | 1:1  | 5:2 | 4 | 1 | 1 | 2 | 7—17  | 3 |
| 4 | Польща         | 1:10 | 1:9 | 1:1 | ~    | 3:2 | 4 | 1 | 1 | 2 | 6—22  | 3 |
| 5 | Швеція         | 3:8  | 4:2 | 2:5 | 2:3  | ~   | 4 | 1 | 0 | 3 | 11—18 | 2 |

М — підсумкове місце, І - матчі, В — перемоги, Н — нічиї, П — поразки, Ш — закинуті та пропущені шайби, О — очки

## Найкращі гравці турніру
| Найкращий воротар  | Їржі Голечек     |
| Найкращий захисник | Олександр Гусєв  |
| Найкращий нападник | Валерій Харламов |

## Найкращий бомбардир
- Борис Михайлов 9 (4+5)